# Trachops cirrhosus
Trachops cirrhosus (Spix, 1823) è un pipistrello della famiglia dei Fillostomidi, unica specie del genere Trachops (Dobson, 1847), diffuso nell'America centrale e meridionale.

## Etimologia
Il termine generico deriva dalla combinazione delle due parole greche τραχύς-, ruvido e -ωπος, aspetto, con riferimento al muso ricoperto di verruche, mentre il termine specifico deriva dalla parola greca κυρρος, ovvero di color bruno-giallastro.

## Descrizione

### Dimensioni
Pipistrello di medie dimensioni, con la lunghezza della testa e del corpo tra 76 e 88 mm, la lunghezza dell'avambraccio tra 57 e 64 mm e la lunghezza della coda tra 12 e 21 mm.

### Caratteristiche craniche e dentarie
Il cranio è grande ed allungato, con una cresta sagittale ben sviluppata. Il rostro è più corto della scatola cranica. Gli incisivi superiori esterni sono minuti, come anche il secondo premolare inferiore.
Sono caratterizzati dalla seguente formula dentaria:

### Aspetto

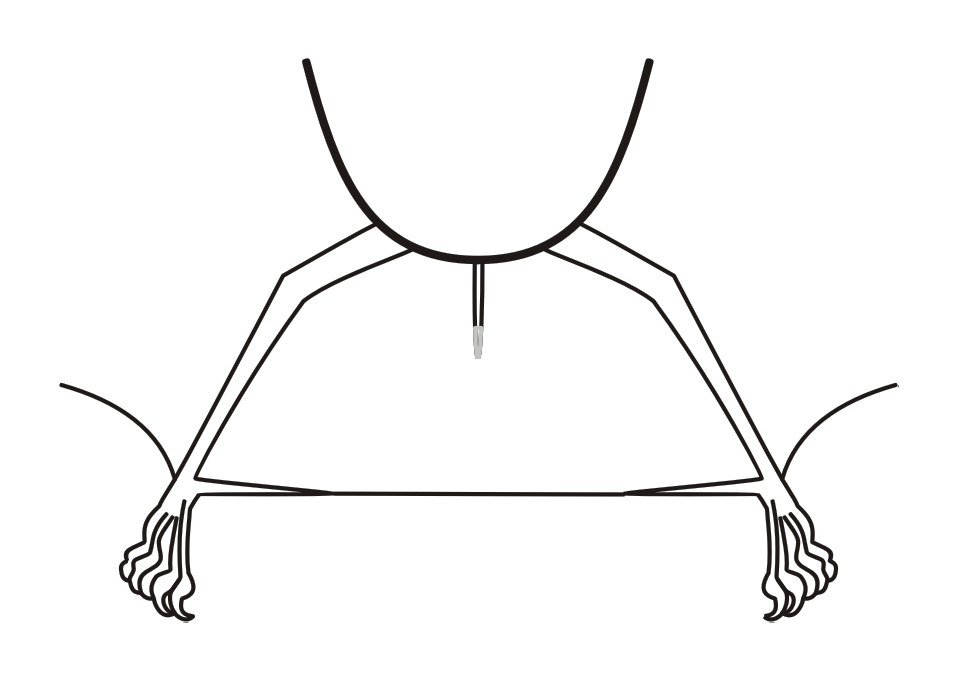
Illustrazione della parte posteriore di Trachops

La pelliccia è lunga, lanosa e si estende fino alla metà dell'avambraccio. Le parti superiori variano dal castano al bruno-rossastro scuro, mentre le parti inferiori sono più grigiastre. La foglia nasale è ovale e lanceolata, lunga circa 12 mm e larga 8 mm. I margini della lancetta sono finemente dentellati. Le orecchie sono grandi, erette e larghe, il trago è appuntito e lungo circa un terzo dell'orecchio stesso; le labbra sono costellate di piccole verruche, che diventano meno numerose verso gli angoli della bocca. L'estremità della corta coda fuoriesce sulla superficie dorsale dell'ampio uropatagio. Il calcar è lungo circa la metà della tibia. Le membrane alari sono attaccate posteriormente alla base delle caviglie ed hanno un basso allungamento ed un alto carico alare. Il cariotipo è 2n=30 FN=56.

### Ecolocazione
Emette ultrasuoni a frequenza modulata tra 25 e 13 kHz, di breve durata e bassa intensità, con da 2 a 4 armoniche.

## Biologia

### Comportamento
Forma colonie di circa 6 individui di entrambi i sessi all'interno di alberi cavi e talvolta anche in grotte, rovine Maya, canali sotterranei e anche in gallerie ferroviarie abbandonate.

### Alimentazione
Si nutre di insetti, piccoli vertebrati come lucertole, rane e possibilmente anche di qualche frutto. Cattura le prede sopra specchi d'acqua o altre zone umide.

### Riproduzione
Nei tropici, si riproduce durante la stagione secca, tra gennaio e giugno.Femmine gravide o in allattamento sono state osservate nel Messico e in America centrale a febbraio, marzo, aprile, maggio, agosto e dicembre, mentre sull'isola di Trinidad a marzo e a luglio in Perù. Danno alla luce un piccolo alla volta.

## Distribuzione e habitat
Questa specie è diffusa nell'America centrale e meridionale, dal Messico meridionale fino al Brasile sud-orientale.
Vive nelle foreste umide e secche pianeggianti fino a 1.400 metri di altitudine.

## Tassonomia
Sono state riconosciute 3 sottospecie:
- T.c.cirrhosus: Costa Rica, Panama, Colombia, Venezuela, Guyana, Guyana francese, Suriname, Ecuador settentrionale, Perù orientale, Brasile settentrionale e centrale; Isola di Trinidad;
- T.c.coffini (Goldman, 1925): Messico meridionale, Honduras, Belize, Nicaragua, El Salvador;
- T.c.ehrhardti (Felten, 1956): Bolivia settentrionale ed orientale, Brasile sud-occidentale e sud-orientale.

## Conservazione
La IUCN Red List, considerato il vasto areale, la popolazione numerosa, la presenza in diverse aree protette e la tolleranza alle modifiche ambientali, classifica T.cirrhosus come specie a rischio minimo (Least Concern)).